# Camponotus schneei
Camponotus schneei är en myrart som beskrevs av Mayr 1903. Camponotus schneei ingår i släktet hästmyror, och familjen myror. Inga underarter finns listade.